# Chaoyangsauridae
Chaoyangsauridae je čeleď vyhynulých ceratopsianních (rohatých) dinosaurů, žijících na konci jurského období (asi před 160 až 148 miliony let) na území dnešní Číny.

## Význam
Byli vůbec prvními známými marginocefaly, kteří se objevili na této planetě. Společným znakem byl ostrý zobák k „odstřihávání“ vegetace a velmi malý krční límec. Není dosud jisté, ke které vývojové skupině marginocefalů měli blíže, zda k pachycefalosaurům, ceratopsianům nebo jiné skupině. Čeleď byla stanovena v roce 1999 spolu s formálním popisem rodu Chaoyangsaurus.

## Zástupci

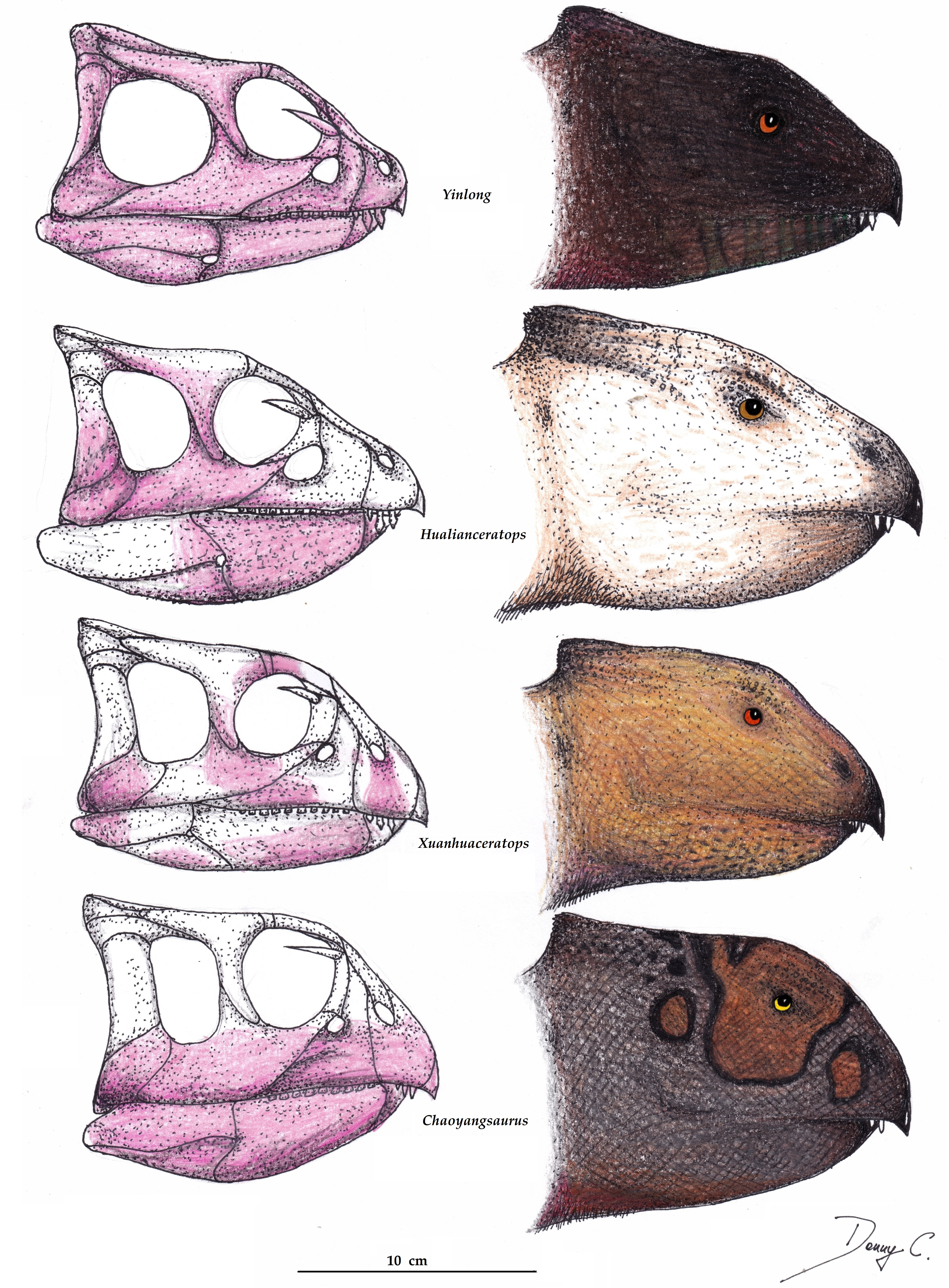
Porovnání lebek zástupců čeledi Chaoyangsauridae.

Dnes řadíme do této čeledi celkem čtyři rody, a to samotný rod Chaoyangsaurus, dále Xuanhuaceratops, Yinlong a Hualianceratops. Všechny rody jsou vývojově primitivnější než geologicky mladší raný ceratops (primitivní rohatý dinosaurus) Psittacosaurus.